# Kusjva
Kusjva (ryska Кушва) är en stad i Sverdlovsk oblast i Ryssland. Folkmängden uppgår till cirka 29 000 invånare.

## Historia
Orten grundades 1735 som gruvstad, i samband med brytning av järnmalm. Den hade då namnet Kusjvinskij Zavod. Stadsrättigheter erhölls 1926 och staden fick samtidigt sitt nuvarande namn.